# روبرت روجاس
روبرت روجاس (بالإسبانية: Robert Rojas) (30 أبريل 1996 - ) هو لاعب كرة قدم باراغواياني في مركز الدفاع.

## وصلات خارجية
- روبرت روجاس على موقع قاعدة بيانات كرة القدم.إي يو (الإنجليزية)
- روبرت روجاس على موقع ناشيونال فوتبول تيمز (الإنجليزية)
- روبرت روجاس على موقع Soccerway.com (الإنجليزية)